# Crisi costituzionale australiana del 1975
La crisi costituzionale australiana del 1975 (nota in inglese come the Dismissal) è una grave crisi politica avvenuta in Australia tra ottobre e novembre 1975.
Culminata il giorno dell'11 novembre 1975, viene considerata ampiamente come la più grave crisi politica della storia dell'Australia stessa.

## Storia
Dalle elezioni parlamentari del 1972 il Partito Laburista guadagnò una quantità di seggi tale da poter tornare al governo dopo oltre vent'anni all'opposizione, pur non avendo il Senato dalla propria parte. Alle elezioni anticipate del 1974 la situazione rimase uguale e non si sbloccò.
Il Governatore generale Paul Hasluck incaricò il laburista Gough Whitlam di formare il governo, ma le due legislature si rivelarono abbastanza turbolente, poiché il Senato votava spesso contro diverse leggi e decreti laburisti. Nel frattempo fu nominato durante l'estate del 1974 un nuovo Goveratore generale su designazione di Whitlam, John Kerr, dopo che il precedente si era dovuto dimettere a causa di vicende familiari. Nell'ottobre 1975 l'opposizione guidata da Malcolm Fraser riuscì ad evitare l'approvazione al Senato di una legge finanziaria già approvata alla Camera, con l'obiettivo di far indire nuove elezioni esclusivamente per la Camera stessa.
Nel primo pomeriggio dell'11 novembre, dopo diversi giorni concitati, il governatore Kerr dismise il premier Whitlam sulla base dell'autorità che si sentiva attribuitagli dalla Costituzione australiana, riguardante un premier incapace di far approvare le leggi finanziarie da entrambe le camere del parlamento. La notizia divenne subito pubblica e una nutrita folla di militanti laburisti e universitari si radunò davanti alle principali istituzioni nel pomeriggio stesso. A contribuire al clima molto acceso fu anche il fatto che l'11 novembre fosse il Remembrance Day e Whitlam, mentre parlò alla folla che si era radunata davanti a lui, ricordò tale coincidenza e pronunciò una frase destinata ad essere molto ricordata:
(Gough Whitlam, 11 novembre 1975)
Le proteste divamparono in tutta la federazione, anche perché secondo dei sondaggi una forte maggioranza dell'elettorato aveva risposto che le leggi finanziarie dovessero essere approvate dal Senato.

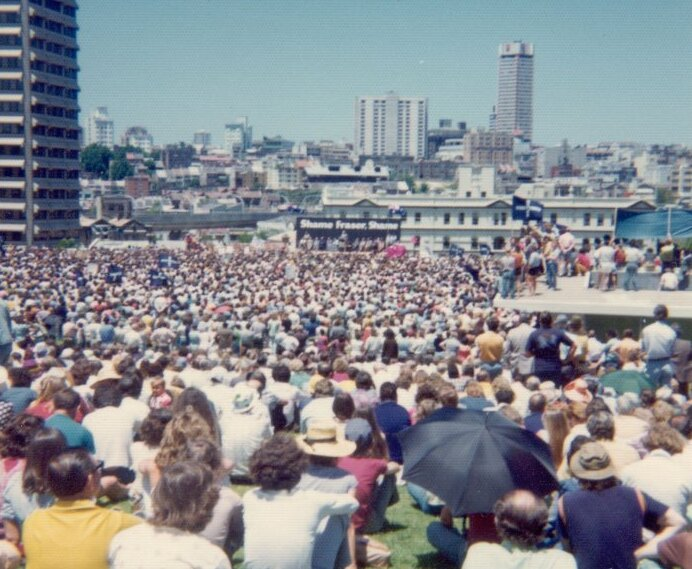
Raduno laburista a Sidney durante l'infuocata campagna per le elezioni del dicembre 1975.

Il leader dell'opposizione Fraser venne nominato come governo provvisorio e vennero indette nuove elezioni per prima di Natale, che furono vinte con grande distacco dall'alleanza liberal-nazionale, che usò la campagna elettorale per parlare di soluzioni alla crisi petrolifera del 1973 e la conseguente stagnazione. Il partito laburista e tutti i suoi membri (incluso Whitlam stesso) puntarono tutta la loro rabbia sul Governatore Kerr, che successivamente si sarebbe trasferito all'estero e sarebbe sempre sfuggito all'attenzione dei mass media australiani fino al giorno stesso della sua morte e del suo funerale. Fraser avrebbe servito l'Australia come primo ministro fino al 1983, per poi essere nuovamente sconfitto dai laburisti.

### Retroscena
La crisi politica del novembre 1975, per la sua gravità e per il modo di come si è svolta, ha avuto molti retroscena e teorie del complotto che hanno tentato di spiegare il contesto e le cause profonde: da una compartecipazione della CIA (sospettata realmente da più parti sebbene mai provata) o della Regina Elisabetta II (con le "Palace Letters" che si scambiarono Kerr e la sovrana proprio nei giorni della crisi politica, pubblicate nel 2020), alla moglie del precedente governatore generale che se lo avesse fatto restare in carica ancora non avrebbe fatto dimettere Whitlam, oltre ad altre teorie di vario tipo.

## Nella cultura di massa
- The Dismissal, regia di Carl Schultz – miniserie TV (1983)